# Karl-Georg Pfändtner

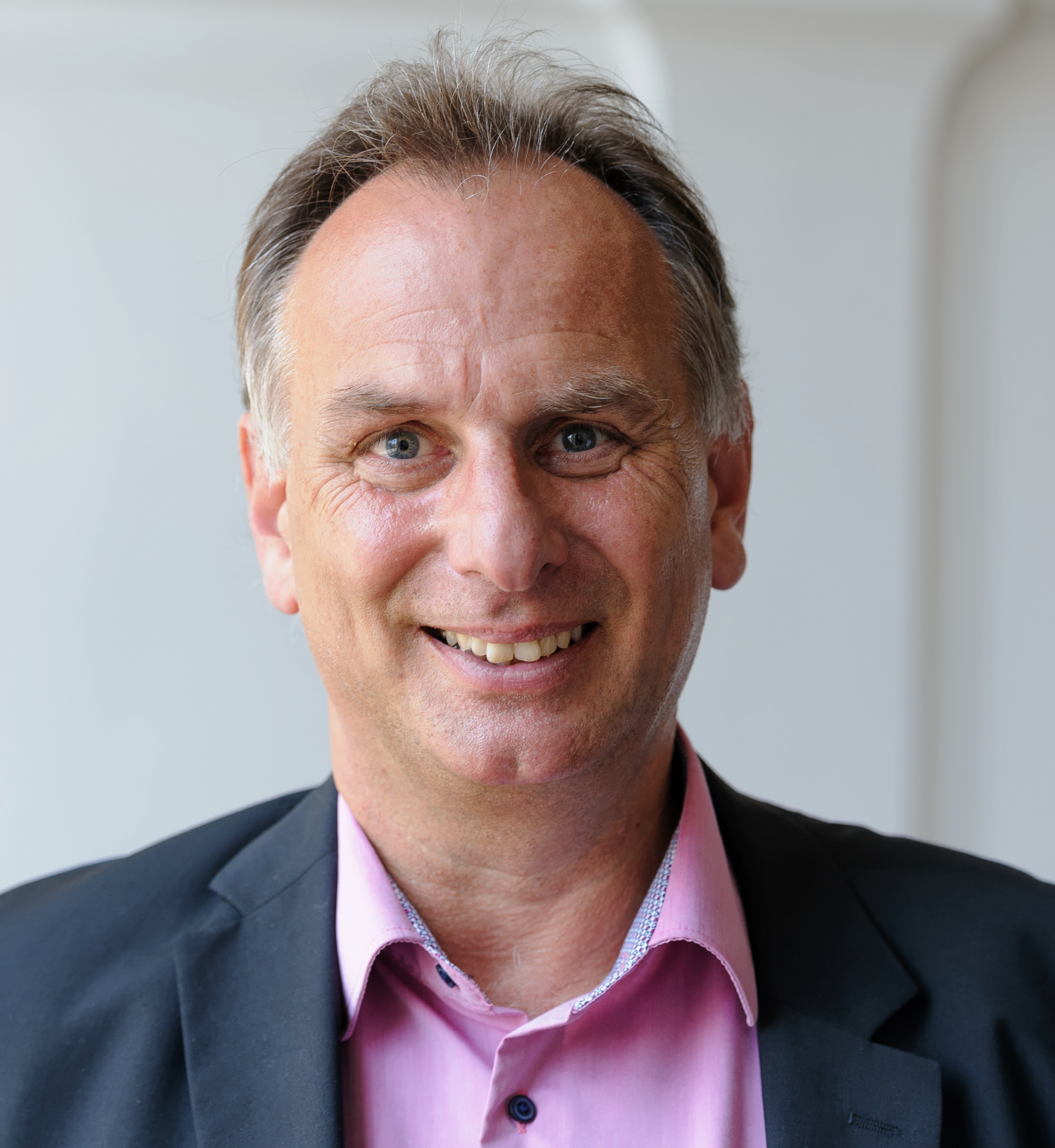
Karl-Georg Pfändtner, 2022

Karl-Georg Pfändtner (* 26. September 1965 in Bamberg) ist ein deutscher Kunsthistoriker und Bibliothekar. Er ist seit 2017 Leiter der Staats- und Stadtbibliothek Augsburg.

## Herkunft und Ausbildung
Geboren und aufgewachsen ist Pfändtner in Bamberg, wo seine Mutter als Gymnasiallehrerin tätig war. Sein Vater war stellvertretender Schuldirektor am Dientzenhofer-Gymnasium Bamberg und Schulbuchautor. Pfändtner besuchte das Kaiser-Heinrich-Gymnasium Bamberg und machte 1985 am Theresianum das Abitur. Von 1986 bis 1995 studierte er Kunstgeschichte, Theologie und Archäologie des Mittelalters und der Neuzeit an der Otto-Friedrich-Universität Bamberg und der Ludwig-Maximilians-Universität München. 1995 promovierte er am Institut für Kunstgeschichte der LMU bei Ursula Nilgen mit dem Dissertationsthema „Die Psalterillustration des 13. und beginnenden 14. Jahrhunderts in Bologna“.

## Beruflicher Werdegang
Im Anschluss an sein Studium betreute Pfändtner im Rahmen der von ihm 1996 in Bamberg kuratierten Ausstellung „Illuminierte Bologneser Handschriften“ die im Besitz der Staatsbibliothek Bamberg befindlichen Bologneser Handschriften des 13. und 14. Jahrhunderts. Von 1997 bis 1999 war er Volontär und wissenschaftlicher Mitarbeiter an den Städtischen Sammlungen Bambergs, wo er die Einrichtung der Abteilung zum 19. Jahrhundert konzeptionierte,
anschließend wissenschaftlicher Angestellter bei der Erzdiözese Bamberg. Im Jahr 2000 ging Pfändtner nach Wien zur Österreichischen Akademie der Wissenschaften, wo er bis 2006 als wissenschaftlicher Angestellter in der Kommission für Schrift- und Buchwesen tätig war. Er befasste sich dort vorwiegend mit süddeutschen Handschriften von ca. 1420 bis 1450 und arbeitete am Projekt Hebräische Handschriften der Österreichischen Nationalbibliothek in Wien mit. Von 2000 bis 2003 fungierte er als österreichischer Partner des joint-projects der British Academy zur Untersuchung Bologneser Handschriften des 13. und 14. Jahrhunderts in Europa.
Von 2006 bis 2016 arbeitete Pfändtner an der Bayerischen Staatsbibliothek in München in der Handschriftenabteilung. Er ist seit 2019 Mitglied im Projektausschuss des in der Bayerischen Akademie der Wissenschaften beheimateten Katalogs der deutschsprachigen illustrierten Handschriften des Mittelalters (KdiH). Zum 1. Januar 2017 berief die Bayerische Staatsbibliothek in München, die seit 2012 verwaltungstechnisch für die Staatsbibliothek Augsburg zuständig ist, Karl-Georg Pfändtner zum Leiter der Staats- und Stadtbibliothek Augsburg, die er seither weiter entwickelt. Seine Vorliebe für alte Handschriften und historische Bücher sowie zu Schrift-, Buch- und Illustrationskunst kommt auch in Ausstellungen und Publikationen zum Tragen, die Pfändtner betreut, beispielsweise die Cimelien-Ausstellung anlässlich des 480-jährigen Jubiläums der Staats- und Stadtbibliothek Augsburg im Jahr 2017. Oder die Ausstellung über Meisterwerke der frühen Druckkunst in der Augsburger Staats- und Stadtbibliothek im Jahre 2021, in der auch die älteste gedruckte Verfassung Altbayerns von 1491 präsentiert wurde. In der F.A.Z. schreibt Pfändtner als freier Mitarbeiter insbesondere über internationale Ausstellungen und Publikationen in seinem Metier.

## Veröffentlichungen (Auswahl)
- Karl-Georg Pfändtner, Wolfgang Mayer: Sole survivors & rare editions: Unikale, seltene und illuminierte Inkunabeln der Staats- und Stadtbibliothek Augsburg. Anton H. Konrad Verlag, Weißenhorn 2021, ISBN 978-3-506-73243-9, S. 256.
- Karl-Georg Pfändtner: Christmas illuminated. Hrsg.: Museum of the Bible/Bayerische Staatsbibliothek. Schöningh, Paderborn 2018, ISBN 978-3-506-73243-9, S. 73.
- Karl-Georg Pfändtner: Das Salzburger Missale. Hrsg.: Bayerische Staatsbibliothek. Quaternio Verlag, Luzern 2011, ISBN 978-3-905924-03-9, S. 207.
- Karl-Georg Pfändtner, Brigitte Gullath: Der Uta-Codex. Frühe Regensburger Buchmalerei in Vollendung. Hrsg.: Bayerische Staatsbibliothek. Quaternio Verlag, Luzern 2012, ISBN 978-3-905924-14-5, S. 159.
- Karl-Georg Pfändtner u. a.: Buchkatalog zur Cimelien-Ausstellung. Hrsg.: Karl-Georg Pfändtner. Quaternio, Luzern 2017, ISBN 978-3-905924-59-6, S. 240.
- Karl-Georg Pfändtner, Ursula Korber: Ihr Kinderlein kommet! Mythos – Geschichte-Welterfolg des bekannten Weihnachtsliedes. Hrsg.: Karl-Georg Pfändtner. Kunstverlag Josef Fink, Lindenberg im Allgäu 2018, ISBN 978-3-95976-174-1, S. 80.
- Karl-Georg Pfändtner: Die italienischen Gemälde in Bamberg. Bestandskatalog. Hrsg.: Karl-Georg Pfändtner. ars una, Neuried 2006, ISBN 3-89391-799-3, S. 86.

## Publikationen (Auswahl)
- Karl-Georg Pfändtner: The Linck Hours: a Forgotten Paris Book of Hours. In: Burlington Magazine. 2014, S. 797–801.
- Karl-Georg Pfändtner: Un capolavoro finora sconosciuto dedicato a Borso d’Este nella Staatsbibliothek di Bamberga. In: Rivista di Storia della Miniatura. Band 16, 2012, S. 105–107.
- Karl-Georg Pfändtner: Das Gebetbuch Maximilians I. in der Bayerischen Staatsbibliothek München und der Bibliothèque Municipale in Besançon. In: Codices Manuscripti & Impressi. Band 106, 2016, S. 1–10.
- Karl-Georg Pfändtner: Dated Illuminated Hebrew Manuscripts. In: Manuscripta. Band 47/48, 2003, S. 107–134.
- Karl-Georg Pfändtner: Johannes Duft de Schmalkalden. An unknown Heidelberg Illuminator of the Fifteenth Century. In: Manuscripta. Band 58, Nr. 1, 2014, S. 133–137.